# Mario Compagnoni Marefoschi
Mario Compagnoni Marefoschi (Macerata, 10 settembre 1714 – Roma, 23 dicembre 1780) è stato un cardinale e letterato italiano.
Nacque in una famiglia del patriziato maceratese da Giovanni Francesco Compagnoni e Maria Giulia Marefoschi.

## Biografia
Nacque il 10 settembre 1714 a Macerata, secondo dei tre figli di Gianfrancesco Compagnoni Masucci e Maria Giulia Marefoschi. I suoi due fratelli erano Camillo e Giuseppe.
Iniziò i suoi studi nella sua città natale e li continuò a Roma, presso il Collegio Nazareno, dove fu invitato dallo zio materno, il cardinale Prospero Marefoschi, nel 1731.
Fu referendario del Supremo Tribunale della Segnatura Apostolica, poi relatore della Congregazione della visita apostolica (1740) e poi di quella del Buon Governo (1742-1751). Fu segretario della Sacra Congregazione dei Riti dal 1751 al 1759. Nel 1753 divenne canonico della Basilica Vaticana. Fu segretario ad interim della Congregazione per l'elezione dei vescovi dal febbraio del 1756 (per diventarne effettivo nel dicembre 1763) e segretario di quella di Propaganda fide dal 1759 al 1770.
Nel concistoro del 29 gennaio 1770 papa Clemente XIV lo nominò cardinale in pectore, rendendone pubblica la nomina solo nel successivo settembre e gli venne assegnato il titolo di cardinale presbitero di Sant'Agostino.
Divenne l'anno successivo prefetto della Sacra Congregazione dei Riti, incarico che tenne fino alla morte. Lo stesso dicasi per la carica di arciprete della Basilica Lateranense. Nel 1773 fu membro della Commissione per la soppressione della Compagnia di Gesù.
Partecipò al conclave del 1774-1775 che elesse papa Pio VI.
Fu camerlengo del Collegio Cardinalizio un anno prima del suo decesso. Morì il 23 dicembre 1780 a Roma, all'età di sessantasei anni.